# Equilibrium – Gyilkos nyugalom
Az Equilibrium – Gyilkos nyugalom (eredeti cím: Equilibrium)  2002-ben bemutatott amerikai disztopikus sci-fi film, rendezője Kurt Wimmer. A film főszereplői Christian Bale, Emily Watson és Taye Diggs.
A film egy disztopikus jövőben játszódik, ahol a művészetek és az érzelmek tiltottak, és a polgárok naponta beinjekciózzák magukat, hogy elfojtsák saját érzelmeiket. John Preston (Christian Bale), egy harcos-pap, miután kihagyja napi adagját, elkezd érezni, aminek köszönhetően megkérdőjelezi saját erkölcsi értékrendjét.

## Cselekmény
|  | Alább a cselekmény részletei következnek! |

A film egy jövőbeli államban, Libriában játszódik. Miután a Harmadik világháború elpusztította a Földet, egy totalitárius állam emelkedett ki, amely az emberi érzelmeket tette felelőssé a háború kirobbanásáért. Minden érzésstimuláló tárgy tiltott, az "érzésbűnözőket" letartóztatják és "feldolgozzák" (elevenen elégetik). Mindenki köteles naponta önmagának beadni egy Prozium-injekciót, egy érzelemgátló szert a gazdaság és a társadalom érdekében.
Libriát a Tetragrammaton Tanács irányítja, amelynek vezetője az Atya (Sean Pertwee). Az Atyával nem lehet közvetlenül érintkezni, de szónoklatait óriáskivetítőkön lehet látni az egész városban. A békét a rendőrség tartja fenn, melynek vezetője a Grammaton Papság, tagjait a „pisztoly kata” nevű harcművészettel képzik ki. A papok érzelmileg serkentő tárgyakat kutatnak fel és semmisítenek meg, mint például könyvek és hanglemezek, az ezeket rejtegető embereket pedig kivégzik. Erőfeszítéseik ellenére felbukkan egy titkos földalatti mozgalom, az Ellenállás.
John Preston (Christian Bale) magas rangú pap és kétgyermekes apa, akinek feleségét, Vivianát (Alexa Summer) érzésbűnözőként kivégezték. Egy razzia után észreveszi, hogy társa, Errol Patridge (Sean Bean) elvisz egy verseskötetet a razzia helyszínéről. Preston követi és lelövi őt. Halála előtt Patridge egy Yeats verset szaval. Másnap reggel Preston eltöri a Prozium adagját, és mivel nincs otthon pótadagja, elmegy Equilibriumba, hogy szerezzen egy másik adagot. Azonban nem sikerül neki, és elkezdi átélni az addig elnyomott érzelmeit.
|  | Itt a vége a cselekmény részletezésének! |

## Szereplők
| Szereplő                       | Színész          | Magyar hang (1. szinkron) |
| ------------------------------ | ---------------- | ------------------------- |
| John Preston                   | Christian Bale   | Bozsó Péter               |
| Errol Partridge; Preston társa | Sean Bean        | Galbenisz Tomasz          |
| Atya; Libria vezetője          | Sean Pertwee     | Jakab Csaba               |
| Jürgen; az ellenállás vezetője | William Fichtner | Juhász György             |
| DuPont tanácsos                | Angus Macfadyen  | Mihályi Győző             |
| Brandt; Preston későbbi társa  | Taye Diggs       | Tóth Roland               |
| Robbie Preston; Preston fia    | Matthew Harbour  | Jelinek Márk              |
| Lisa Preston; Preston lánya    | Emily Siewert    | (n. a.)                   |
| Mary O’Brien                   | Emily Watson     | Kocsis Judit              |

## Pisztoly kata
A pisztoly kata (angolul: gun kata) egy kitalált fegyverforgató harcművészeti stílus. Azon a feltevésen alapul, hogy mivel harc közben a felek pozíciói adottak, a mozgási pályák statisztikailag megjósolhatóak. A pozíciók memorizálásával ki lehet számítani az ellenfél mozgási irányát, így be lehet célozni a következő támadás helyét is. Ugyanígy, a bejövő támadások irányát is meg lehet jósolni, így el lehet térni az ellenfél golyói elől.
Az Equilibriumban bemutatott pisztoly kata Kurt Wimmer rendező és Jim Vickers harckoreográfus által egy kínai harcművészet, a Ving Csun elemeinek felhasználásával lett kifejlesztve. Ők nem mindenben értettek egyet: Kurt Wimmer egy lágyabb, simulékonyabb stílust preferált, míg Jim Vickers egy merevebb, durvább stílust támogatott. A film legtöbb harcjelenete a koreográfus stílusában látható.

## Fogadtatás
A film vegyes fogadtatást kapott. A Rotten Tomatoes szerint a kritikusok 37%-a pozitív véleménnyel volt a filmről. A Metacritic szerint a film átlagosan 33 pontot ér el a 100-ból, 22 kritikus véleménye alapján.
A The New York Times szerint a film sokat kölcsönzött a Fahrenheit 451, az 1984 és a Szép új világ című regényekből, illetve más sci-fi klasszikusokból. Az IMDb-n egész magas, 7,5-ös pontszámot kapott.

## Fordítás
- Ez a szócikk részben vagy egészben  az   Equilibrium (film) című angol Wikipédia-szócikk fordításán alapul.  Az eredeti cikk szerkesztőit annak laptörténete sorolja fel. Ez a jelzés csupán a megfogalmazás eredetét és a szerzői jogokat jelzi, nem szolgál a cikkben szereplő információk forrásmegjelöléseként.